# أرتر غيفوركيان
أرتور غيفوركيان (بالإنجليزية: Artur Gevorkyan)‏ (مواليد 22 نوفمبر 1984 في الاتحاد السوفييتي) لاعب كرة قدم تركمانستاني دولي من أصول أرمنية يجيد اللعب في خط الهجوم . يلعب حاليا لصالح نادي باختاكور الأوزبكستاني منذ 2010 .

## وصلات خارجية
- أرتر غيفوركيان على موقع الاتحاد الدولي (مؤرشف)  (الإنجليزية)
- أرتر غيفوركيان على موقع إي إس بي إن إف سي (الإنجليزية)
- أرتر غيفوركيان على موقع قاعدة بيانات كرة القدم.إي يو (الإنجليزية)
- أرتر غيفوركيان على موقع ناشيونال فوتبول تيمز (الإنجليزية)
- أرتر غيفوركيان على موقع Soccerway.com (الإنجليزية)
- أرتر غيفوركيان على موقع عالم كرة القدم.نت (الإنجليزية)